# والت وولفرام
والت وولفرام (بالإنجليزية: Walt Wolfram)‏ هو لغوي أمريكي، ولد في 15 فبراير 1941.